# Imageepoch
Imageepoch Inc. (イメージエポック, Imējiepokku) est un développeur japonais basé près de Tokyo. Le studio, qui emploie environ 120 personnes, a été fondé en décembre 2005 par Ryoei Mikage. Le premier jeu de Imageepoch est un jeu de rôle sur Nintendo DS, Luminous Arc. Depuis le développeur s'est agrandi et compte plusieurs équipes qui travaillent sur divers projets. En mai 2008, Imageepoch a réalisé une suite de leur premier jeu Luminous Arc 2, et en septembre 2008, Imageepoch a conçu Sands of Destruction pour le compte de Sega.

## Liste des jeux développés

### Nintendo DS
- 7th Dragon (2009)
- Luminous Arc (2007)
- Luminous Arc 2 (2008)
- Luminous Arc 3 (2009)[2]
- Sands of Destruction (2008)

### PlayStation Portable
- Last Ranker (2010)[3]
- Fate/Extra (2010)
- Criminal Girls (2010)[4]
- Black Rock Shooter: The Game (2011)[5]
- Final Promise Story (2011)
- 7th Dragon 2020 (2011)
- Sol Trigger (2012)
- Fate/EXTRA CCC (2013)
- 7th Dragon 2020 II (2013)

### Wii
- Arc Rise Fantasia (2009)

### PlayStation 3
- Chevalier Saga Tactics (2011)
- Toki to Towa ~ Tokitowa (?)

### Nintendo 3DS
- Stella Glow (2015)